# Buigny-lès-Gamaches
Buigny-lès-Gamaches település Franciaországban, Somme megyében. Lakosainak száma 392 fő (2022. január 1.). Buigny-lès-Gamaches Aigneville, Embreville, Gamaches, Maisnières és Tilloy-Floriville községekkel határos.

## Népesség
A település népességének változása:
| Lakosok száma | 402  | 413  | 427  | 414  | 407  | 400  | 397  | 394  | 392  |
|               | 2013 | 2015 | 2016 | 2017 | 2018 | 2019 | 2020 | 2021 | 2022 |